# Parahaplogonaria maxima
Parahaplogonaria maxima är en plattmaskart som beskrevs av Jürgen Dörjes 1968. Parahaplogonaria maxima ingår i släktet Parahaplogonaria och familjen Haploposthiidae. Inga underarter finns listade i Catalogue of Life.